# Hydractinia mar
Hydractinia mar is een hydroïdpoliep uit de familie Hydractiniidae. De poliep komt uit het geslacht Hydractinia. Hydractinia mar werd in 1993 voor het eerst wetenschappelijk beschreven door Gasco & Calder. 